# Зеницко-Добойский кантон
Зеницко-Добойский кантон (босн. Zeničko-dobojski kanton, хорв. Zeničko-dobojska županija, серб. Зеничко-добојски кантон) — один из десяти кантонов Федерации Боснии и Герцеговины, входящей в состав Боснии и Герцеговины.

## География
Зеницко-Добойский кантон расположен в центральной части страны. Его административным центром является город Зеница. Кантон состоит из общин Бреза, Вареш, Високо, Добой-Юг, Жепче, Завидовичи, Зеница, Какань, Маглай, Олово, Тешань и Усора. Кантон назван по городам Зеница и Добой, большая часть последнего из которых находится на территории Республики Сербской.

## Население
В 2013 82.17% жителей кантона составляли босняки, 12.02% — хорваты, 1.52% — сербы.